# حسن زيد
حسن محمد زيد (ولد 1954 في مدينة صنعاء القديمة - 27 أكتوبر 2020) سياسي يمني، عين «وزير دولة» في حكومة خالد بحاح بتاريخ 7 نوفمبر 2014 هو من مؤسسي حزب الحق وكان أمينه العام، ومن مؤسسي تكتل أحزاب اللقاء المشترك وتولى رئاستة طوال فترة الحرب السادسة على الحوثيون في صعدة، وأحد الموقعين على المبادرة الخليجية التي أطاحت مع الثورة الشعبية اليمنية بحكم علي عبد الله صالح، حصل على الماجستير في علوم التربية كما حصل على دراسات عليا في بريطانيا - ليفربول. ظل في منصبه وزير دولة حتى قدمت حكومة خالد بحاح استقالتها في 22 يناير 2015، بعد انقلاب اليمن 2014 الذي قام به الحوثيون.

## مناصب وأدوار
- عين مستشارا ثقافياً لليمن ببرلين ألمانيا الشرقية وبلدان أوروبا الشرقية (المجر وتشيكوسلوفاكيا ورومانيا وبولندا وبلغاريا) مدة 3 سنوات.
- عين وزير دولة في حكومة خالد بحاح
- عين وزير شباب ورياضة في حكومة الإنقاذ الوطني

## اغتياله
اغتيل يوم الثلاثاء 27 أكتوبر 2020م الموافق 10 ربيع الأول 1442هـ عن عمر 66 عامًا، بعد تعرضه لإطلاق نار من قبل مسلحين في العاصمة اليمنية صنعاء.